# افغانستانی‌ها در ایران

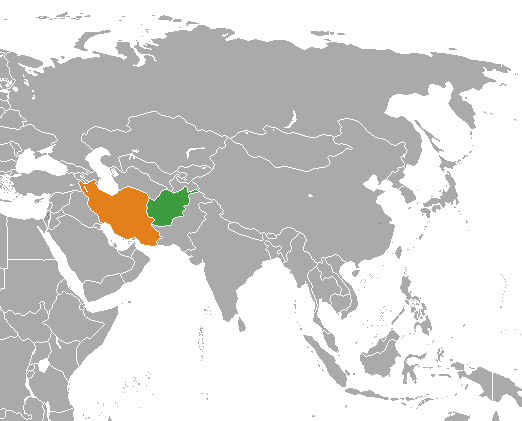
نقشهٔ موقعیت ایران و افغانستان

افغانستانی‌ها در ایران به آن دسته از مهاجران و پناهجویانی گفته می‌شود که در پی جنگ‌های طولانی، ناامنی و نبود اشتغال در افغانستان به کشور ایران مهاجرت کرده‌اند.
بیشتر مهاجرت افغانستانی‌ها به ایران در سال‌های جنگ ایران و عراق و هم‌زمان با جنگ‌های داخلی افغانستان اتفاق افتاد. سید روح‌الله خمینی رهبر وقت جمهوری اسلامی ایران دستور داد مرزها برای ورود مهاجران افغانستانی باز شود و بسیج و ارگان تازه تأسیس سپاه پاسداران را دستور داد تا با افغانستانی‌های مهاجر همکاری کنند. به تدریج حدود سه میلیون افغانستانی وارد ایران شدند. بسیاری از این مهاجران که در دهه‌های پیشین به ایران مهاجرت کرده بودند در بخش‌های اقتصادی مشغول به کار شدند.
احمد وحیدی، وزیر کشور، در حاشیه جلسه هیئت دولت در ۵ مهر ۱۴۰۲، تعداد اتباع افغانستانی در ایران را ۵ میلیون نفر اعلام کرد. حسین امیرعبداللهیان، وزیر امور خارجه وقت نیز در آیین گرامیداشت روز دانشجو در ۱۹ آذرماه در جمع دانشجویان دانشگاه تهران تعداد مهاجران افغانستانی در ایران را ۵ میلیون نفر اعلام کرد.
همچنین در ۱۱ اردیبهشت ۱۴۰۳، استاندار تهران از حضور ۵۰ درصد از اتباع کل کشور در استان تهران خبر داد.
در ۲۱ بهمن ماه ۱۴۰۲، مرزبانان هنگ مرزی تایباد اعلام کردند که طی ۱۵ روز اول بهمن‌ماه جاری ۲۰ هزار نفر از اتباع کشور افغانستان را که در داخل کشور حضور داشتند از طریق مرز دوغارون اخراج و تحویل نماینده کشور افغانستان دادند.
رضامراد صحرایی، وزیر آموزش و پرورش وقت نیز در مجتمع امیر کمندی شهرستان بهارستان در آئین بازگشایی مدارس در نخستین روز سال تحصیلی ۱۴۰۳–۱۴۰۲، خبر از تحصیل 800 هزار دانش‌آموز اتباع در مدارس ایرانی داد.
محمود احمدی بیغش، نماینده شازند در مجلس شورای اسلامی درخصوص پدیده مهاجرت در کشور به روزنامه جمهوری اسلامی گفته است: «طرح سازمان ملی مهاجرت با دادن تابعیت سیاسی به افغانستانی‌های مقیم ایران، تنها به دنبال انتقال جمعیت و قانونی کردن حضور میلیون‌ها تبعه افغان در ایران بدون هرگونه نگرانی در خصوص مهاجرت سالانه ۱۵۰ تا ۲۰۰ هزار ایرانی متخصص و وضعیت میلیون‌ها ایرانی خارج از کشور است.»
احمدی‌بیغش در ادامه خاطرنشان کرده است: «رصد فضای سیاستگذاری و اجرایی کشور در برابر بالا رفتن بی‌قاعده و غیرطبیعی اتباع افغانستان در ایران موید این موضوع است که نه‌تنها اراده جدی در دستگاه‌های اجرایی متولی برای کنترل و مقابله با ورود بی‌قاعده و غیرقانونی افغان‌ها به ایران وجود ندارد که با نادیده انگاشتن تعمدی آسیب‌های گسترده اجتماعی، امنیتی، سیاسی، اقتصادی و فرهنگی ناشی از حضور بیش از ۸ تا ۱۰ میلیون تبعه افغانستان در ایران، به سمت تسهیل ورود و اقامت آنها در کشور هستند به‌گونه‌ای‌که مجلس شورای اسلامی یازدهم در آبان ۱۱ کلیات طرح سازمان ملی مهاجرت را تصویب کرد.»
یکی از کارشناس مذهبی نیز به نام سید حسین حسینی قمی در یک برنامه تلویزیونی پیشنهاد کرد به مهاجران افغانستانی متدین و پیرو اهل بیت، شناسنامه ایرانی داده شود تا هویت ایرانی داشته و بتوانند حق رأی داشته باشند. موضوعی که بازخوردهای متنوعی را چه در فضای مجازی و چه در سطح جامعه به همراه داشت.

## پیشینه و زمینه‌ها
با آغاز درگیری‌های میان شوروی سابق و مجاهدین افغان در بیش از ۵۰ سال پیش، بسیاری از مردم افغان برای فرار از جنگ و فقر به کشورهای دیگر پناهنده شدند که بیشترین سهم مربوط به پاکستان و ایران بود. بعد از انقلاب جمهوری اسلامی در ایران و آغاز جنگ ایران و عراق مهاجرت مردم افغانستان به ایران افزایش یافت.
بسیاری از مهاجران در استان خراسان و مناطق تربت جام، تربت حیدریه و مشهد مهاجرت کرده و سپس کم‌کم به دیگر استان‌های ایران از جمله تهران، اصفهان، قم، فارس و یزد رفته و ساکن شدند. پس از پایان جنگ ایران و عراق و سقوط حکومت کمونیستی در افغانستان حضور مهاجران افغانستانی رو به کاهش رفت اما با تسلط طالبان بر افغانستان و پس از آن با آغاز جنگ میان آمریکا و طالبان مهاجرت‌های قانونی و غیرقانونی به ایران افزایش یافت و در سال ۱۳۸۹ تخمین زده شد که بیش از ۳ میلیون مهاجر افغانستانی در ایران چه به صورت قانونی و چه غیرقانونی زندگی می‌کند.
با قدرت گرفتن مجدد طالبان در افغانستان در سال ۲۰۲۱، صدها هزار افغان دیگر به ایران مهاجرت کردند. شماری از استان‌های ایران تردد اتباع افغانستانی را ممنوع اعلام کرده‌اند.

## جمعیت‌شناسی
طبق گزارش سرشماری نفوس و مسکن سال ۱۳۹۵ که از سوی مرکز آمار ایران انتشار یافته است ۱ میلیون و ۵۸۳ هزار و ۹۷۹ نفر که ۱٫۹۸ درصد جمعیت کل ایران می‌شود را اتباع افغانستانی تشکیل می‌دهد. این تعداد امروزه شش میلیون نفر نیز گمانه زنی شده است.

### قومیت و مذهب
در ایران سرشماری مهاجران افغانستانی بر اساس قومیت صورت نمی‌گیرد اما طبق صحبت‌هایی که معاون اداره کل اتباع خارجه در سال ۹۶ داشته است گفته شده که ۷۰ درصد اتباع خارجه که در ایران زندگی می‌کنند شیعه‌مذهب و مابقی اهل سنت هستند. سازمان ملل در گزارشی که در سال ۲۰۱۵ به نشر رسانید، عنوان کرده است که بیشتر مهاجران افغانستانی در ایران از قومیت هزاره که شیعه‌مذهب هستند تشکیل می‌دهد. از دیگر اقوام افغانستانی ساکن در ایران می‌توان به اقوام تاجیک، پشتون و اُزبک اشاره کرد و نام برد.

### ترکیب جنسیتی
طبق سرشماری ۱۳۹۵ مرکز آمار ایران ۸۴۵٬۲۶۷ نفر از جمعیت اتباع افغانستان در ایران را مردان و ۷۳۸٬۷۱۲ تن دیگر را زنان تشکیل می‌دهد. طبق این گزارش ۵۳ درصد از جمعیت اتباع افغانستان در ایران را مردان و ۴۷ درصد دیگر را زنان تشکیل می‌دهد.
| استان              | جمعیت بر حسب جنسیت | جمعیت بر حسب جنسیت | استان             | جمعیت بر حسب جنسیت | جمعیت بر حسب جنسیت | استان               | جمعیت بر حسب جنسیت | جمعیت بر حسب جنسیت |
| استان              | مرد                | زن                 | استان             | مرد                | زن                 | استان               | مرد                | زن                 |
| ------------------ | ------------------ | ------------------ | ----------------- | ------------------ | ------------------ | ------------------- | ------------------ | ------------------ |
| آذربایجان شرقی     | ۷۶                 | ۶۳                 | خراسان شمالی      | ۵۵                 | ۳۸                 | کهگیلویه و بویراحمد | ۸۹۶                | ۶۰۷                |
| آذربایجان غربی     | ۵۲                 | ۵۵                 | خوزستان           | ۳٬۶۷۱              | ۲٬۶۱۹              | گلستان              | ۹٬۶۰۲              | ۸٬۶۷۱              |
| اردبیل             | ۱۵                 | ۲۰                 | زنجان             | ۲۳                 | ۱۷                 | گیلان               | ۲۱۸                | ۹۱                 |
| اصفهان             | ۹۴٬۷۷۳             | ۸۸٬۳۵۱             | سمنان             | ۱۸٬۵۳۵             | ۱۶٬۸۷۴             | لرستان              | ۶۳                 | ۳۶                 |
| البرز              | ۴۵٬۵۴۸             | ۳۸٬۷۷۳             | سیستان و بلوچستان | ۱۴٬۱۶۳             | ۱۲٬۶۸۳             | مازندران            | ۱٬۸۱۸              | ۸۰۵                |
| ایلام              | ۱۲                 | ۱۷                 | فارس              | ۶۱٬۱۹۸             | ۴۸٬۰۴۹             | مرکزی               | ۱۵٬۲۹۰             | ۱۳٬۹۶۷             |
| بوشهر              | ۱۹٬۳۸۶             | ۱۰٬۳۰۵             | قزوین             | ۹٬۵۹۲              | ۸٬۸۰۹              | هرمزگان             | ۱۴٬۳۰۱             | ۹٬۸۹۴              |
| تهران              | ۲۷۴٬۷۸۰            | ۲۴۰٬۷۸۷            | قم                | ۴۸٬۷۵۹             | ۴۷٬۶۰۸             | همدان               | ۱۳۵                | ۸۲                 |
| چهارمحال و بختیاری | ۶۰                 | ۳۱                 | کردستان           | ۱۳                 | ۵                  | یزد                 | ۲۸۲۸۶              | ۲۳۴۵۷              |
| خراسان جنوبی       | ۲٬۶۱۹              | ۲٬۴۲۶              | کرمان             | ۶۹٬۹۰۶             | ۵۵٬۵۰۵             | یزد                 | ۲۸۲۸۶              | ۲۳۴۵۷              |
| خراسان رضوی        | ۱۱۱٬۳۹۶            | ۱۰۸٬۰۴۶            | کرمانشاه          | ۲۶                 | ۲۱                 | یزد                 | ۲۸۲۸۶              | ۲۳۴۵۷              |

### تفکیک سنی
طی سرشماری سال ۱۳۹۵ حدود ۴۶ درصد مهاجران افغانستانی در ایران زیر ۲۰ سال و حدود ۶۷ درصد از آنان زیر ۳۰ سال سن دارند. با توجه به حضور ۴۰ ساله این مهاجران در ایران بسیاری از مهاجرین احتمال می‌روند که متولد شده ایران باشند. طبق این سرشماری جمعیت مهاجران افغانستانی از مردم بومی ایران جوان‌تر هست (۳۱ درصد ایرانیان زیر ۲۰ سال و ۴۹ درصد ایرانیان زیر ۳۰ سال هستند). یکی از دلایل اصلی آن را می‌توان به آمار بالای زاد و ولد و پایین بودن سن ازدواج در این جمعیت را نام برد.
| ردهٔ سنی    | جمعیت  | جمعیت  | جمعیت   | ردهٔ سنی         | جمعیت  | جمعیت  | جمعیت  |
| ردهٔ سنی    | مرد    | زن     | کل      | ردهٔ سنی         | مرد    | زن     | کل     |
| ---------- | ------ | ------ | ------- | --------------- | ------ | ------ | ------ |
| ۰–۴ ساله   | ۹۰٬۱۲۴ | ۸۵٬۲۰۴ | ۱۷۵٬۳۲۸ | ۴۰–۴۴ ساله      | ۴۴٬۰۷۷ | ۳۳٬۵۶۶ | ۷۷٬۶۴۳ |
| ۵–۹ ساله   | ۹۸٬۲۸۸ | ۹۳٬۰۹۹ | ۱۹۱٬۳۸۷ | ۴۵–۴۹ ساله      | ۳۴٬۸۸۳ | ۲۷٬۹۸۳ | ۶۲٬۸۶۶ |
| ۱۰–۱۴ ساله | ۹۴٬۷۷۹ | ۸۸٬۹۷۶ | ۱۸۳٬۷۵۵ | ۵۰–۵۴ ساله      | ۳۰٬۴۷۴ | ۲۲٬۳۲۹ | ۵۲٬۸۰۳ |
| ۱۵–۱۹ ساله | ۸۹٬۹۰۱ | ۸۳٬۱۷۹ | ۱۷۳٬۰۸۰ | ۵۵–۵۹ ساله      | ۲۰٬۶۷۲ | ۱۴٬۰۳۶ | ۳۴٬۷۰۸ |
| ۲۰–۲۴ ساله | ۹۳٬۰۲۸ | ۸۶٬۹۷۳ | ۱۸۰٬۰۰۱ | ۶۰–۶۴ ساله      | ۱۶٬۳۸۷ | ۹٬۷۴۶  | ۲۶٬۱۳۳ |
| ۲۵–۲۹ ساله | ۸۵٬۷۹۶ | ۷۶۲۷۹  | ۱۶۲٬۰۷۵ | ۶۵–۶۹ ساله      | ۹٬۴۳۶  | ۵٬۶۲۶  | ۱۵٬۰۶۲ |
| ۳۰–۳۴ ساله | ۶۶٬۱۷۹ | ۵۵٬۲۵۲ | ۱۲۱٬۴۳۱ | ۷۰–۷۴ ساله      | ۶٬۵۸۹  | ۳٬۸۲۶  | ۱۰٬۴۱۵ |
| ۳۵–۳۹ ساله | ۵۶٬۹۱۰ | ۴۸٬۵۴۵ | ۱۰۵٬۴۵۵ | ۷۵ ساله و بیشتر | ۷٬۷۴۴  | ۴٬۰۹۳  | ۱۱٬۸۳۷ |

### پراکندگی
اقامت مهاجران افغانستانی در شانزده استان ایران ممنوع است و به جز سه استان قم، البرز، تهران (به جز منطقهٔ خُجیر در منطقهٔ ۱۳) در مابقی استان‌ها در بعضی شهرستان‌ها فقط حق اقامت دارند. فاطمه اشرفی دلیل محدودیت عبور و مرور پناهندگان افغانستانی در ایران را اجازهٔ دولت ایران طبق کنوانسیون ۱۹۵۱ حقوق پناهندگان برای ایجاد محدودیت جا به جایی و ایاب و ذهاب مهاجران خارجی در کشور خود را براساس منافع ملی و مسائل امنیتی عنوان کرده است.
| استان       | جمعیت   | استان               | جمعیت  | استان              | جمعیت |
| ----------- | ------- | ------------------- | ------ | ------------------ | ----- |
| تهران       | ۵۱۵٬۵۶۷ | سیستان و بلوچستان   | ۲۶٬۸۴۶ | آذربایجان غربی     | ۱۰۷   |
| خراسان رضوی | ۲۱۹٬۴۴۲ | هرمزگان             | ۲۴٬۱۹۵ | لرستان             | ۹۹    |
| اصفهان      | ۱۸۳٬۱۲۴ | قزوین               | ۱۸٬۴۰۱ | خراسان شمالی       | ۹۳    |
| کرمان       | ۱۲۵٬۴۱۱ | گلستان              | ۱۸٬۲۷۳ | چهارمحال و بختیاری | ۹۱    |
| فارس        | ۱۰۹٬۲۴۷ | خوزستان             | ۶٬۲۹۰  | کرمانشاه           | ۴۷    |
| قم          | ۹۶٬۳۶۷  | خراسان جنوبی        | ۵٬۰۴۵  | زنجان              | ۴۰    |
| البرز       | ۸۴٬۳۲۱  | مازندران            | ۲٬۶۲۳  | اردبیل             | ۳۵    |
| یزد         | ۵۱٬۷۴۳  | کهگیلویه و بویراحمد | ۱٬۵۰۳  | ایلام              | ۲۹    |
| سمنان       | ۳۵٬۴۰۹  | گیلان               | ۳۰۹    | کردستان            | ۱۸    |
| بوشهر       | ۲۹٬۶۹۱  | همدان               | ۲۱۷    | کردستان            | ۱۸    |
| مرکزی       | ۲۹٬۲۵۷  | آذربایجان شرقی      | ۱۳۹    | کردستان            | ۱۸    |

## چالش‌ها

### اقامت

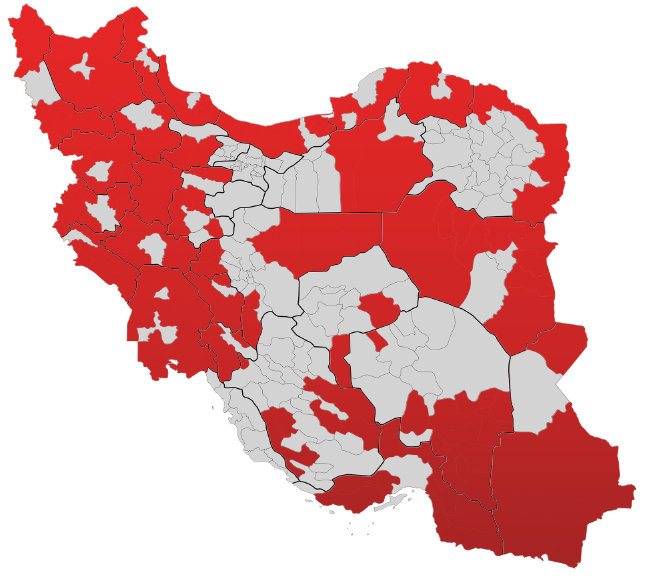
مناطق قرمز رنگ، مناطقی هستند که اتباع افغانستانی حق اقامت در آنجا را ندارند (تصویر مربوط به سال ۱۳۹۶ است و ممکن است تغییراتی در سال‌های بعد ایجاد شده باشد).

مهاجران قانونی افغانستان در ایران در دو دسته کارت آمایش و گذرنامهٔ اقامتی حق اقامت در ایران دارند. مهاجران افغانستانی که به عنوان پناهنده شناخته می‌شوند و به اصطلاح کارت آمایش دارند. هر ساله تحت طرحی به نام طرح آمایش اقامت آن‌ها به مدت ۱ ساله تمدید می‌شود. این دسته از مهاجران فقط حق تردد در استانی را دارند که کارت‌شان از آنجا صادر شده است و برای سفر به بیرون از استان باید برگهٔ تردد بین‌استانی، دریافت کنند.

#### مناطق ممنوعه
حضور اتباع افغانستانی در شانزده استان به‌طور کامل ممنوع و در ۱۲ استان دیگر نیز در برخی شهرها و منطقه‌ها اقامت آن‌ها ممنوع هست. دولت ایران محدود کردن یا گشایش برای حضور اتباع افغانستانی در استان‌ها را تصمیمی عنوان کرد که بر اساس پارامترهایی نظیر بحث معیشت، اشتغال و کار، تورم و بیکاری و غیره از سوی مدیران استان‌ها اتخاذ می‌شود.
| استان               | مناطق ممنوعه |
| ------------------- | --- |
| آذربایجان شرقی      | در سطح استان |
| آذربایجان غربی      | در سطح استان |
| اردبیل              | در سطح استان |
| اصفهان              | در شهرستان‌های نطنز، فریدن، فریدون شهر، سمیرم، چادگان، خوانسار، دهاقان، نائین، گلپایگان، خوروبیابانک، اردستان و بخش ابوزید از شهرستان آران و بیدگل |
| ایلام               | در سطح استان |
| بوشهر               | در سطح استان |
| تهران               | منطقه خجیر در منطقه ۱۳ شهرداری تهران |
| چهارمحال و بختیاری  | در سطح استان |
| خراسان جنوبی        | در شهرستان‌های مرزی نهبندان، سربیشه، درمیان، قائنات، زیرکوه، فردوس، سرایان، طبس                                                                    |
| خراسان رضوی         | در شهرستان‌های مرزی تربت جام، قوچان، تایباد، خواف، سرخس، کلات نادری و درگز                                                                         |
| خراسان شمالی        | در سطح استان |
| خوزستان             | در سطح استان |
| زنجان               | در سطح استان |
| سمنان               | در منطقه گرمسار و ورودی قصر بهرام، مرکز آزمایش معراج یک و منطقه دامغان از جاده جندق به طرف مرکز آزمایش سراج و در شهرستان‌های شاهرود و دامغان       |
| سیستان و بلوچستان   | در کل استان |
| فارس                | در شهرستان‌های فیروزآباد، فراشبند، داراب، ارسنجان، فسا، مهر، رستم، خنج و نی‌ریز                                                                     |
| قزوین               | در کل استان به غیر از شهرستان قزوین |
| کردستان             | در سطح استان |
| کرمان               | در شهرستان‌های عنبرآباد، بافت، منوجان، قلعه گنج، بم، فهرج، رودبار، فاریاب، نرماشیر، کهنوج، جیرفت، انار و ریگان                                     |
| کرمانشاه            | در سطح استان |
| کهگیلویه و بویراحمد | در سطح استان |
| گلستان              | در کل استان به غیر از شهرستان‌های گرگان و گنبد کاووس                                                                                               |
| گیلان               | در سطح استان |
| لرستان              | در سطح استان |
| مازندران            | در سطح استان |
| مرکزی               | در شهرستان‌های آشتیان، تفرش، فراهان، فرمهین، خمین، شازند، محلات، زرندیه، کمیجان و خنداب                                                            |
| هرمزگان             | در شهرستان‌های ابوموسی و جاسک |
| همدان               | در سطح استان |
| یزد                 | شهرستان‌های خاتم و بافق |

### اشتغال

کارگران افغان در حال حفر چاه در تهران

طبق آمارهای رسمی که در ایران به نشر رسیده، کارگران افغانستانی با جمعیت ۲ میلیونی حدود ۱۰ درصد بازار کار و بیش از ۳۰ درصد بازار کار مربوط به کارهای ساختمانی را در دست دارند. حضور کارگران افغانستانی در ایران اعتراض بعضی از کارگران ایرانی را برانگیخت و اعتراض‌هایی برای مقابله با اشتغال اتباع بیگانه و بیکاری خود به راه انداخت. دولت ایران نیز محدودیت‌های متعددی از جمله ممنوعیت به‌کارگیری کارگران خارجی در دستگاه‌های دولتی و عمومی غیردولتی را تعیین کرد و از تمامی دستگاه‌های دولتی، عمومی غیردولتی، شرکت‌ها و پیمانکاران آن‌ها خواسته که کارگران مورد نیاز خود را تنها از نیروی کار ایرانی تأمین کنند و مجازات‌های متعددی از جمله حبس و جزای نقدی را برای کارفرمایان متخلف تعیین کرد. با این‌حال بسیاری از کارفرمایان مشاغل خصوصی ترجیح می‌دهند که از کارگران افغانستانی به دلیل نداشتن بیمه و بهره‌وری بالا استفاده کنند.

#### قانون اشتغال
طبق قانون کار ایران اتباع خارجی می‌توانند فقط در شغل‌های مجاز که از طرف دولت تعیین می‌شود با داشتن حق اقامت و مجوز کار فعالیت کنند. پروانه کاری که در اختیار اتباع خارجه قرار می‌گیرد برای یک سال معتبر بوده است. هزینهٔ پروانهٔ موقت کار در سال ۱۳۹۸ برای افرادی که برای بار نخست آن را می‌گیرند، ۴۰۰ هزار تومان و برای تمدید ۲۸۵ هزار تومان بود. در صورتی که تبعهٔ خارجی بدون اجازهٔ حق کار در شغلی فعالیت داشته باشد، دولت کارفرما را به حبس یا جزای نقدی محکوم می‌کند. مدیرکل اتباع خارجهٔ سازمان تأمین اجتماعی مدعی شده است که در سال ۱۳۹۷ فقط ۵۰ هزار تن، مجوز پروانهٔ موقت کار گرفته‌اند.
مجوز پروانهٔ کار در ایران به این دسته از افراد تعلق می‌گیرد:
۱. اتباع بیگانه‌ای که به مدت ۱۰ سال در ایران حضور داشته باشد.
1. اتباع بیگانه که همسر ایرانی دارد.
2. مهاجران کشورهای بیگانه خصوصاً کشورهای اسلامی و پناهندگان سیاسی به شرط داشتن کارت معتبر مهاجرت یا پناهندگی و پس از موافقت کتبی وزارتخانه‌های کشور و امور خارجه.

##### جریمهٔ کارفرمایان
طبق قانون کار ایران اگر کارفرمایانی، کارگران خارجی که فاقد پروانهٔ کار هستند یا مدت اعتبار پروانهٔ کارشان منقضی شده، یا اتباع بیگانه را در کاری غیر از آنچه در پروانهٔ کار آن‌ها قید شده است یا در مواردی که رابطهٔ استخدامی تبعهٔ بیگانه با کارفرما قطع می‌گردد مراتب را به وزارت کار و امور اجتماعی اعلام ننمایند، بین ۹۰ تا ۱۸۰ روز حبس و بابت هر روز کار به اندازهٔ ۵ برابر حقوق یک کارگر در یک روز جریمه می‌شوند. این جریمه در سال ۱۳۹۹ طبق بند (ج) مادهٔ ۱۱ قانون تنظیم بخشی از مقررات مالی دولت بر اساس بخشنامه سال ۱۴۰۳ اداره اشتغال اتباع خارجی وزارت تعاون، کار و رفاه اجتماعی، میزان جریمه کارفرمایانی که از خدمات اتباع خارجی غیرمجاز و فاقد پروانه کار استفاده کنند، بابت هر روز اشتغال غیرمجاز مبلغ ۱۱ میلیون و ۹۴۳ هزار و ۶۴۰ ریال است.

##### مشاغل مجاز
طبق قانون کار ایران مهاجران افغانستانی در ایران فقط در مشاغل زیر حق اشتغال دارند، مگر در شرایط خاصی که جایگزین ایرانی برای آن وجود نداشته باشد با اجازهٔ پروانهٔ کار موقت ۳ ماههٔ می‌تواند در شغل‌های دیگری فعالیت کند. شغل‌های مجاز برای اتباع افغانستانی در ایران حدود ۴۰۰ شغل بود که به ۶۶ شغل کاهش یافته است.
| گروه کوره پزخانه‌ها | گروه کارهای ساختمانی | گروه کارهای کشاورزی | سایر گروه‌های شغلی | شغل‌های مجاز مختص استان تهران |
| --- | --- | --- | --- | --- |
| 1. مشاغل گچ‌پزی و آهک‌پزی 1. گچ‌پز 2. آهک‌پز 3. کیسه‌زن کوره 4. کوره‌خالی‌کن 2. مشاغل آجرپزی 1. کوره‌چین 2. فخار 3. قالب‌زن 4. کوره‌سوز 5. خشت‌زن کوره | 1. مشاغل امور ساختمانی 1. چاه‌کن (مقنی) 2. حفار (تونل و کانال …) 3. آسفالت کار 4. بتون‌ریز 5. بسته‌بندی مصالح ساختمانی 6. تعمیر کوره آجرپزی 7. کارگر ساختمانی 2. مشاغل بلوک‌زنی و موزاییک‌سازی 1. بتن‌ساز 2. بلوک‌ساز 3. تیرچه‌ساز 4. پله‌ساز 5. پرسکار موزاییک 6. موزاییک‌ساز 3. مشاغل سنگ‌بری و سنگ‌تراشی 1. برشکار سنگ 2. کارگر دستگاه سنگ‌بری 3. کارگر سنگ‌بری 4. کارگر ماشین سنگتراش 5. صیقل‌کار سنگ 6. سنگ‌کوبی 7. برشکار کاشی 4. مشاغل راه‌سازی و معدن 1. کارگر پل‌ساز 2. کارگر تعمیر و نگهداری تونل 3. کارگر آتشبار 4. کارگر استخراج معدن 5. کارگر حفار معدن | 1. مشاغل کشاورزی 1. کارگر بیل‌زن 2. کارگر زراعت‌کار 3. کارگر سمپاش 4. کارگر علوفه جمع‌کن 5. کارگر کشاورزی 2. مشاغل مرغداری و دامداری 1. دامپرور و دامدار 2. کارگر مرغداری 3. چوپان 3. مشاغل کشتارگاه 1. سلاخ دام و طیور 2. پوست و پرکَن 3. سیرابی و روده پاک‌کن 4. جمع‌آوری ضایعات کشتارگاه 4. مشاغل چرم‌ساز و سلامبورسازی 1. آهک‌زن 2. چرم‌ساز 3. شستشوی پوست (کارگر ماشین کار - کارگر ساده) 4. کارگر مواد شیمیایی 5. سالامبورساز | 1. کارگر امحاء زباله 2. کارگر بازیافت مواد شیمیایی 3. کارگر تخلیه و بارگیری 4. کارگر کوره ریخته‌گری 5. حناسایی 6. کمپوست‌سازی 7. سریشم‌پزی 8. تولید کود شیمیایی 9. تولید غذای دام و طیور (کنستانتره) 10. کارگر تخلیه و نظافت مخازن فاضلاب 11. کارگر جوشکار 12. تعمیر کار کفش 13. خیاط 14. کارگر بافنده 15. کارگر تجاری | 1. کارگر تخریب ساختمان 2. کارگر حمل مواد معدنی 3. کارگر شن و ماسه 4. کارگر نظافت اصطبل و نگهداری اسب 5. کارگر تنظیف دامپروری و دامداری 6. کارگر تنظیف مرغداری 7. کارگر موادزن چرم‌سازی 8. کارگر قبرکن 9. کارگر تخلیه‌چاه و لوله‌بازکنی 10. کارگر بازیافت زباله 11. کارگر تولید زغال 12. کارگر حمل و نقل داربست 13. کارگر آسیاب ضایعات 14. رزین کار 15. کارگر حمل و نقل ضایعات فلزی و پلاستیکی 16. کارگر تفکیک پسماند 17. کارگر تولید بلور 18. کارگر پرسکار (فلزی - پلاستیکی) 19. کارگر پرداخت کار 20. کارگر تأسیسات 21. باغبان 22. کارگر مکانیک 23. کارگر باتری سازی 24. کارگر آرماتوربند |

### تحصیلات
یکی از مشکلاتی که مهاجران افغانستانی در ایران داشتند تحصیل کودکان در مدارس بود. کودکان قانونی با پرداخت هزینه در مدارس ثبت‌نام می‌شدند و کودکانی که اقامت قانونی نداشته بودند یا در مدارس خودگردان آموزش می‌دیدند یا از تحصیل بازمی‌ماندند. در سال‌های اخیر شرایط تحصیل کودکان با دستور آیت‌الله خامنه‌ای رهبر ایران که در سخنرانی اردیبهشت‌ماه ۱۳۹۴ که «هیچ کودک افغانستانی، حتی مهاجرینی که به‌صورت غیرقانونی و بی‌مدرک در ایران حضور دارند، نباید از تحصیل بازبمانند و همهٔ آن‌ها باید در مدارس ایرانی ثبت‌نام شوند» زمینهٔ ثبت‌نام بسیاری از کودکان افغانستانی در مدارس ایران مهیا شد و توانستند از حق تحصیل برخوردار شوند. این دستور علاوه بر فراهم کردن امکان تحصیل برای کودکان مهاجر بدون مدرک، باعث رایگان شدن تحصیل کودکان دارای مدرک اقامت قانونی و نیز تعیین تکلیف مدارس خودگردان نیز شد.
در سال ۱۳۹۶ حدود ۳۶۰ هزار دانش آموز افغانستانی در ۲۵ هزار و ۴۹۰ مدرسهٔ ایران تحصیل می‌کنند، رضوان حکیم زاده، معاون آموزش ابتدایی وزارت آموزش و پرورش در سال ۱۳۹۸ اعلان کرد که در حال حاضر حدود ۵۰۰ هزار دانش‌آموز خارجی در ایران در حال تحصیل هستند. در سال تحصیلی ۱۳۹۸–۱۳۹۹ حدود ۵۰۳ هزار دانش‌آموز غیرایرانی در ۲۸ هزار مدرسهٔ ایران تحصیل کردند. دانش‌آموزان خارجی می‌توانند تا سقف ۱۰ درصد در مدارس فنی و حرفه‌ای به تحصیلات ادامه دهند. هزینهٔ تحصیل هر دانش‌آموز در یک سال تحصیلی حدود ۱ میلیون و ۸۰۰ هزار و در هنرستان‌ها بیش از ۲ میلیون پیش‌بینی می‌شود که حدود ۱۰ درصد کل هزینه‌های تحصیل افراد در ایران را کمیساریای عالی پناهندگان سازمان ملل کمک می‌کند و مابقی را طبق مصوبهٔ دولت در سال ۹۳ جمهوری اسلامی ایران هزینه می‌کند.
به‌طور کلی میزان دسترسی کودکان مهاجر افغانستانی به تحصیل در مدارس ایران سیری صعودی داشته است. در سال ۱۳۷۵ فقط ۴۹ درصد از افراد زیر ۱۸ سال افغانستانی در ایران دسترسی به تحصیل داشتند. این رقم در سال ۱۳۹۵ به حدود ۶۹ درصد رسید. پوشش تحصیلی کودکان افغانستانی در مقطع ابتدایی به حدود ۷۱ درصد می‌رسد. اما رقم ترک تحصیل کودکان مهاجر در مقطع متوسطه بالا است و فقط ۴۱ درصد از کودکان بالای ۱۵ سال افغانستانی در مقطع متوسطه به تحصیل ادامه می‌دهند. ورود زودهنگام به بازار کار علت اصلی ترک تحصیل کودکان مهاجر افغانستانی در مقطع متوسطه اعلام شده است.
طبق اصل ۱۳۸ قانون اساسی کودکانی که بدون مدرک هویتی که از نظر سنی شرایط نام‌نویسی و تحصیل در نظام آموزشی رسمی کشور را دارند شناسایی و کارت ویژه‌ای با عنوان «کارت حمایت تحصیلی» برای آنان صادر می‌شود.

#### تحصیلات دانشگاهی
تحصیلات دانشگاهی برای اتباع افغانستانی در ایران رایگان نیست و بسیاری از دانشجویان برای تحصیلات دانشگاهی با مشکلات متعددی از جمله هزینه بالای تحصیل، مشکل تمدید روادید اقامتی، نداشتن سابقه کار بعد از پایان تحصیلات در ایران برای بازگشت به افغانستان، بیمهٔ دانشجویی، عدم صدور گواهینامه و عملکرد سلیقه‌ای برای صدور، در نظر گرفته نشدن بودجهٔ مشخص برای ارگان‌های مربوط به مهاجران جهت انجام فعالیت‌های فرهنگی و … از جمله مشکلات اساسی هستند که دانشجویان با آن در گیر می‌باشند. طی آماری که در سال ۱۳۹۵ منتشر شده بیش از ۱۱ هزار دانشجوی افغانستانی در دانشگاه‌های ایران مشغول به تحصیل هستند. مهاجران افغانستانی در ایران برای تحصیل در دانشگاه باید مدرک اقامتی خود را به دانشجویی تغییر دهند. در گذشته پس از اتمام تحصیلات پاسپورت تحصیلی فاقد اعتبار شده و دانشجوی فارغ‌التحصیل باید به کشورش بازمی‌گشت اما با اصلاحاتی که در سال‌های اخیر صورت گرفته پس از تحصیل دانشجویانی که مدرک اقامت در ایران را داشتند می‌توانند گذرنامهٔ دانشجویی خود را به عادی تغییر دهند. هرچند سازمان مهاجرت IOM برنامه‌هایی را برای بازگشت تحصیل کرده‌ها برای استفاده از تخصص آن‌ها در افغانستان روی دست گرفته اما به دلیل مشکلاتی همچون نبود زیرساخت‌ها برای فعالیت در تخصص‌شان، استخدام نشدن در افغانستان به خاطر فساد و قومیت گرایی و وجود نا امنی و تهدید جانی بسیاری از فارغ‌التحصیلان از بازگشت به افغانستان صرف نظر می‌کنند.

##### رشته‌های ممنوعه
افغانستانی‌ها اجازه ندارند بدون داشتن تابعیت ایران کار دولتی داشته باشند به همین دلیل تحصیل دانشجویان افغانستانی در رشته‌های دانشگاهی که منجر به تعهد استخدامی از طرف دولت می‌شود ممنوع می‌باشد و فقط می‌توانند در رشته‌هایی بجز رشته‌های زیر و در دانشگاه‌هایی که جزء مناطق ممنوعه برای افغان‌ستانی‌ها نباشد تحصیل کنند.
- فیزیک اتمی
- فیزیک هسته‌ای
- فیزیک پلاسما
- فیزیک ذرات بنیادی
- مهندسی پلاسما
- مهندسی ایمنی (گرایش بازرسی فنی و حفاظت هواپیما)
- مهندسی تعمیر و نگهداری (بالگرد و هواپیما)
- مهندسی هوافضا
- مهندسی هوانوردی (خلبانی، ناوبری هواپیما، تعمیر و نگهداری هواپیما، خلبانی بالگرد و مراقبت پرواز)
- علوم نظامی
- الکترونیک هواپیمایی
- تعمیر و نگهداری هواپیما
- مخابرات هواپیما
- مراقبت پرواز
- فناوری اطلاعات IT (گرایش مخابرات امن)
- ماهواره
- مهندسی رایانه (گرایش رایانش امن)
- اکثر رشته‌های فنی و حرفه ای

### خدمات درمانی

#### بیمه
طبق توافق‌نامه‌ای که میان سازمان امور پناهندگان، اداره امور اتباع و مهاجرین خارجی و بیمهٔ سلامت به امضا رسید طرح بیمه سلامت پناهندگان به تصویب رسید که طی آن بسیاری از مهاجران قانونی در ایران تحت پوشش بیمه قرار می‌گیرند. در آماری که در سال ۱۳۹۶ به نشر رسیده بیش از ۱۲۴ هزار اتباع افغانستان در ایران در طرح بیمه سلامت ثبت نام کردند که از این میان ۱۱۲ هزار تن را قشر بسیار آسیب‌پذیر و بیش از ۱٬۰۰۰ نفر دیگر دارای بیماری‌های خاص بوده‌اند. تمامی هزینه‌های این پناهندگان از طرف کمیساریای عالی پناهندگان پرداخت می‌شود. ابن بیمه شامل خدمات بستری، خدمات پاراکلینیکی و خدمات سرپایی و فقط در بیمارستان‌های دولتی تحت پوشش وزارت بهداشت هستند می‌شود. هزینهٔ یک ساله بیمهٔ سلامت برای افراد آسیب‌پذیر و بیماران خاص حدود ۴٬۵۰۰ تومان و سایر مهاجرین ۴۶۰ هزار تومان می‌باشد.

#### پیوند اعضا
در مرداد ۱۳۹۳ شورای عالی پیوند اعضا برای مقابله با قاچاق پیوند اعضا قانون ممنوعیت پیوند اعضا اتباع خارجی به تصویب رسید، این قانون اعتراضاتی را در فضای مجازی در پی داشت که با اصلاحاتی در اسفند ماه ۱۳۹۳ وزیر بهداشت ایران حسن هاشمی خبر آزاد شدن پیوند با اتباع افغانستانی را در صورتی که اتباع افغانستانی که در ایران ازدواج می‌کنند یا اینکه به صورت قانونی در ایران در حال زندگی هستند داد. مرگ دختر افغانستانی به نام لطیفه رحمانی ۱۲ ساله در سال ۱۳۹۵ که نیاز به پیوند کبد داشت در رسانه‌ها بسیار بازتاب داشت که وزیر بهداشت ایران دلیل فوت او را پیشرفت بیماری او و پیش از آنکه عمل پیوند بخشی از کبد پدرش انجام شود عنوان کرد و از قانون منع پیوند اعضا اتباع خارجه نیز مجدداً حمایت کرد.

### سازمان ملل
سازمان ملل در ایران تنها از افغانستانی‌های دارای کارت آمایش حمایت می‌کند و افغانستانی‌ها دارای گذرنامه خانواری یا سرشماری هیچ حمایتی دریافت نمی‌کنند.

### جرم و جنایت
طبق آماری که در سال ۱۳۹۶ منتشر شده، بیش از ۵۰۰۰ زندانی از اتباع کشورهای خارجه در زندان‌های ایران به سر می‌برند. گزارشی که در سال ۱۳۹۲ به نشر رسیده ۸۸ درصد مجرمان خارجی را اتباع افغانستانی عنوان کرده است. این درحالی است که آنان ۹۶ درصد اتباع بیگانه را تشکیل می‌دهند؛ که بیشتر جرایم توسط مهاجرین غیرقانونی و جرم حمل مواد مخدر و پس از آن در حوزه نزاع و درگیری صورت گرفته است.

### اعدام
اعدام عده‌ای از مهاجران افغانستانی که اکثراً به جرم حمل مواد مخدر دستگیرشده بودند باعث تنش‌هایی میان دو کشور شده و شهروندان افغانستان بارها علیه این اعدام‌ها در شهرهای کابل و هرات دست به تظاهرات زده‌اند.
در سال ۲۰۲۴، دست‌کم ۸۰ شهروند افغان در ایران اعدام شدند. این رقم نسبت به سال‌های گذشته افزایش قابل‌توجهی داشته است، به‌گونه‌ای که تعداد اعدام‌شدگان افغان در سال ۲۰۲۳ برابر با ۲۵ نفر و در سال ۲۰۲۲ برابر با ۱۶ نفر گزارش شده بود.

### ازدواج با ایرانیان
تا سال ۱۳۹۵ طبق آمار منتشر شده نزدیک به ۲۴ هزار مورد ازدواج اتباع ایرانی با اتباع خارجه در ایران به ثبت رسیده و پیش‌بینی می‌شود که نزدیک به همین میزان ازدواج شرعی ثبت نشده صورت گرفته باشد. طبق ماده ۱۰۶۰ قانون مدنی ایران ازدواج زنان ایرانی با مردان خارجی با اجازه دولت هست و هر خارجی که بدون اجازه مذکور، با زن ایرانی ازدواج کند به حبس تأدیبی از یکسال تا سه سال محکوم خواهد شد. و ازدواج مستخدمان دولت که منصب مهمی دارند ممنوع می‌باشد.
در قانون ایران، زن افغانستانی که با مرد ایرانی ازدواج می‌کند، می‌تواند تابعیت ایران را بگیرد و کودکان این ازدواج نیز تبعه ایران خواهند بود.
برعکس، در صورت ازدواج مردان افغانستانی با زنان ایرانی، به این مردان و نیز فرزندان حاصل این ازدواج، تابعیت ایران تعلق نمی‌گیرد. در سال ۱۳۹۹ آیین‌نامه اعطای تابعیت به فرزندان زنان ایرانی و مردان غیرایرانی، تصویب شد و دولت این آیین‌نامه را برای اجرا به وزارت‌خانه‌ها ابلاغ کرد. هر زن ایرانی که با مرد غیرایرانی ازدواج کرده بود و فرزند زیر ۱۸ سال داشت، می‌توانست برای فرزند خود درخواست تابعیت بدهد. هرچند در عمل تعداد کمی (۲۰ هزار نفر از مجموع ۱۲۰ هزار تقاضا) توانستند تابعیت ایران بگیرند. این قانون در سال ۱۴۰۱ لغو شد.
قوانین تابعیتی ایران به دوران پیش از انقلاب اسلامی بازمی‌گردد. به گفته محسن کاظم‌پور از بنیان‌گذاران مؤسسه حقوقی داتیکان در تهران؛ تبعیضی که در این زمینه علیه خارجی‌ها اعمال می‌شود تا حدی ریشه در احساسات ناسیونالیستی پس از انقلاب و جنگ هشت ساله بین ایران و عراق دارد؛ «ایران در حال جنگ با عراق بود و عراق از حمایت بسیاری از کشورهای خارجی برخوردار بود. همین باعث شد تا حکومت ایران نگرانی شدیدی از بابت احتمال نفوذ عوامل خارجی در نیروهای نظامی و ساختار حکومتی خود داشته باشد»

### حق مالکیت
طبق ماده ۵ قانون مدنی ایران اتباع خارجه از حقوق مربوط به مالکیت اموال منقول مگر در مواردی که دولت ممنوع نکرده باشد بهره ببرد اما طبق ماده ۱ آئین‌نامه چگونگی تملک اموال غیرمنقول مالکیت این دسته اموال فقط در اختیار افرادی قرار می‌گیرد که حق اقامت دائم در ایران داشته باشد. برای اتباع خارجه محدودیت‌هایی برای تملک وجود دارد مثال: این دسته افراد حق تملک اراضی (زمین - معدن) را ندارند و تملک املاک مسکونی آن هم تحت شرایط خاص (اجازه رسمی دولت ایران)، صورت پذیر است. بر اساس این قانون به‌علت آنکه بسیاری از اتباع افغانستانی در ایران اقامت موقت داشته (کارت آمایش + گذرنامه اقامتی) حق داشتن مالکیت بر اموال غیرمنقول را ندارند، فقط در شرایط خاصی که دولت اجازه می‌دهد.
حضور افغانستانی‌ها، چند دهه است که سابقه دارد. تاکنون رسماً حضور ۵ میلیون نفر مهاجر افغانستانی در ایران، تأیید شده که بخش زیادی از آن‌ها به‌صورت غیرقانونی‌ در ایران حضور دارند و از امکاناتی مانند آب، برق، گاز، سوخت، حمل و نقل، نان و آذوقه‌ها با یارانه‌های دولتی همچون مردم ایران، استفاده می‌کنند.

## بازگشت به افغانستان
بسیاری از مهاجرین افغانستانی پس از سقوط طالبان از سال ۲۰۰۲ بدینسو به کشور خود بازگشته‌اند.
|         | ۲۰۰۲    | ۲۰۰۳    | ۲۰۰۴    | ۲۰۰۵    | ۲۰۰۶    | ۲۰۰۷    | ۲۰۰۸    | ۲۰۰۹    | ۲۰۱۰    | ۲۰۱۱    | ۲۰۱۲    | ۲۰۱۳    | ۲۰۱۴    | ۲۰۱۵    | ۲۰۱۶    |
| ------- | ------- | ------- | ------- | ------- | ------- | ------- | ------- | ------- | ------- | ------- | ------- | ------- | ------- | ------- | ------- |
| اختیاری | ۱۱۷٬۳۶۴ | ۱۲۴٬۶۱۵ | ۷۴٬۹۶۷  | ۲۲۵٬۸۱۵ | ۲۳۸٬۳۸۴ | ۱۵۵٬۷۲۱ | ۷۴٬۷۷۳  | ---     | ---     | ---     | ۲۷۹٬۰۱۲ | ۲۱۷٬۴۸۳ | ۲۸۶٬۲۲۶ | ۳۱۶٬۴۱۵ | ۲۴۸٬۷۶۴ |
| اجباری  | ۴۲٬۳۶۰  | ۵۳٬۸۹۷  | ۷۹٬۴۱۰  | ۹۵٬۸۴۵  | ۱۴۶٬۳۸۷ | ۳۶۳٬۳۶۹ | ۴۰۶٬۵۲۴ | ۳۲۲٬۰۰۸ | ۲۸۶٬۶۶۲ | ۲۱۱٬۰۲۳ | ۲۵۰٬۷۳۱ | ۲۲۰٬۸۴۶ | ۲۱۸٬۵۶۵ | ۲۲۷٬۶۰۱ | ۱۹۴٬۷۶۴ |
| مجموع   | ۱۵۹٬۷۲۴ | ۱۷۸٬۵۱۲ | ۱۵۴٬۳۷۷ | ۳۲۱٬۶۶۰ | ۳۸۴٬۷۷۱ | ۵۱۹٬۰۹۰ | ۴۸۱٬۲۹۷ | ---     | ---     | ---     | ۵۲۹٬۷۴۳ | ۴۳۸٬۳۲۹ | ۵۰۴٬۷۹۱ | ۵۴۴٬۰۱۶ | ۴۴۳٬۷۶۳ |

## مهاجرت به کشور ثالث
بسیاری از مهاجرین افغانستانی در ایران با بی‌هویتی، سردرگمی، بلاتکلیفی، فشارهای روحی و روانی و وضعیت بد اقتصادی و هزینه‌های بالای زندگی روبرواند. تحمل مشکلات و محدودیت‌هایی که در ایران با آن‌ها مواجه می‌شوند و ناامیدی که از بهبود وضعیت در افغانستان دارند آن‌ها را به فکر خروج از ایران و رفتن به یک کشور ثالث می‌اندازد. طبق نظرسنجی که وزارت کشور ایران در سال ۱۳۹۵ گرفته بیش از ۶۰ درصد افغانستانی‌هایی که در ایران زندگی می‌کنند به فکر رفتن به سمت کشورهای اروپایی بوده‌اند.

## حضور در جنگ
تعدادی از مهاجران افغانستانی ایران در زمان جنگ ایران و عراق به جبهه‌های جنگ رفتند. بر اساس آمار رسمی حدود یکصد و چهل نفر از شهروندان افغانستان در دوران جنگ کشته و تعدادی نیز زخمی شده‌اند. این رزمندگان نقش‌های گوناگونی به عنوان پزشک، امدادگر، تعمیرکار، تخریب‌چی، نامه‌رسان و … بر عهده داشته‌اند.

### جنگ سوریه
با گسترش جنگ سوریه عده‌ای از بازماندگان سپاه محمد که در افغانستان فعالیت داشتند به رهبری علیرضا توسلی در قالب تیپی به نام تیپ فاطمیون که خود را مدافع حرم می‌خواند تشکیل شد. این تیپ در ابتدا با حضور ۲۵ تن تشکیل شد و بعدها با افزایش سربازان به لشکر ارتقاء یافت. اعضای این لشکر همگی افغانستانی هستند و از مهاجرین افغانستانی ایران و سوریه تشکیل شده است.

## مهاجران سرشناس
- مریم منصف سیاستمدار افغانستانی متولد ۱۶ آبان ۱۳۵۹ در مشهد و از مهاجران افغانستانی می‌باشد که در سال ۱۳۹۶ به کانادا مهاجرت کرد و در کابینه دولت جاستین ترودو در سمت وزیر نهادهای دموکراتیک فعالیت می‌کند.[۸۱]
- احمد بهزاد: سیاستمدار افغانستانی متولد سال ۱۳۵۳ در هرات می‌باشد که به ایران مهاجرت و در مشهد زندگی می‌کرد و با سقوط طالبان به افغانستان بازگشت و در دو دوره مجلس نمایندگان افغانستان حضور داست. وی یکی از رهبران جنبش روشنایی می‌باشد.[۸۲]
- جعفر مهدوی: سیاستمدار افغانستانی، نماینده مردم کابل در مجلس نمایندگان افغانستان و عضو شورای عالی مردمی جنبش روشنایی می‌باشد. وی در یک سالگی به ایران مهاجرت کرد و تا مقطع دکترا در رشته جامعه‌شناسی در ایران به تحصیلات خود ادامه داد و حزب ملت افغانستان را نیز تأسیس کرد.
- گلبدین حکمتیار: سیاستمدار، فرمانده جهادی و نخست‌وزیر اسبق افغانستان می‌باشد که پس از سقوط حکومت مجاهدین به ایران مهاجرت کرد.
- محمد کاظم کاظمی: شاعر، نویسنده و مؤلف افغانستانی متولد ۱۳۴۶ در هرات می‌باشد. در سال ۱۳۶۴ به ایران مهاجرت کرد.
- فرشته حسینی: بازیگر افغانستانی متولد ایران و برندۀ دیپلم افتخار بهترین بازیگر نقش مکمل زن از چهلمین دوره جشنواره فیلم فجر برای فیلم دسته دختران.[۸۳]
- فرید زلاند: آهنگساز و فرزند جلیل زلاند موسیقیدان افغانستانی که برای بسیاری از خوانندگان موسیقی پاپ ایران از جمله ویگن، گوگوش، داریوش، ابی، شاهرخ، ستار، معین، منوچهر سخایی، هایده، حمیرا و مهستی در پیش و پس از انقلاب ۱۳۵۷ آهنگ‌ ساخته‌است.[۸۴]
- شمیلا شیرزاد: بازیگر افغانستانی متولد تهران، نامزد سیمرغ بلورین بهترین بازیگر زن برای فیلم مرد آرام (۱۴۰۳) و بازیگر فیلم خورشید که در نود و سومین دوره جوایز اسکار، در بخش بهترین فیلم خارجی زبان در فهرست نهایی قرار گرفت.[۳۶][۷۴]
- حسن عبداللهی: سیاستمدار افغانستانی و وزیر اسبق شهرسازی در دوره دوم ریاست جمهوری حامد کرزی متولد ۱۳۵۵ در غور می‌باشد که در زمان جنگ با شوروی به ایران مهاجرت کرد. وی تحصیلات خود را در مدرک کارشناسی خود را در رشته جامعه‌شناسی از دانشگاه شیراز، مدرک کارشناسی ارشد خود را در دانشگاه تهران و مدرک دکترا خود را از دانشگاه تربیت مدرس تهران کسب کرد.[۸۵]
- شهربانو سادات: فیلم‌ساز افغانستانی متولد ۱۳۶۹ در تهران می‌باشد که بعدها به افغانستان بازگشت. وی توانست در سال ۲۰۱۶ جایزه جانبی جشنواره کن را کسب کند.
- مریم الهه سرور: آوازخوان افغانستانی متولد ۱۳۶۸ در اصفهان، وی پس از سقوط طالبان به افغانستان بازگشت. وی با حضور در برنامه‌های ستاره افغانستانی و استیج معروف شد.
- مژگان عظیمی: خواننده افغانستانی متولد ۱۳۷۲ در مشهد که با خواندن ترانه آیه مشهور شد.
- روح‌الله نیکپا: (زادهٔ ۱۵ ژوئن ۱۹۸۷ در ولایت بهسود) تکواندوکار اهل افغانستان است. او در المپیک پکن (وزن ۵۸ ک. گ) و المپیک لندن (وزن ۶۸ ک. گ) موفق به کسب مدال برنز شد. نیکپا نخستین و تنها ورزشکار افغانستان است که توانسته است در المپیک مدال بگیرد. نیکپا تکواندو را از سن ۱۰ سالگی در کابل آغاز کرد. در پی جنگ افغانستان، خانوادهٔ او به اردوگاه‌های پناهندگان افغانستانی در ایران مهاجرت کردند. پس از آن او به عضویت تیم تکواندوی پناهندگان افغانستانی در ایران درآمد. او در سال ۱۳۸۳ به کابل بازگشت و تمریناتش را برای آماده‌سازی مسابقات المپیک پی‌گرفت. روح‌الله نیکپا تکواندو کار انجمن بنیان‌گذاران تکواندو پومسه در افغانستان در مسابقات آزاد کره که در آن بیشتر از ۳۰ کشور شرکت داشتند، با شکست دادن ورزشکارانی از کویت، بلژیک و ژاپن مقام سوم را به دست آورد.

## در فرهنگ عمومی
حضور بیش از سی و پنج سال از مهاجرین افغانستانی در ایران مورد توجه بسیاری از اهالی فیلم‌سازان قرار گرفته و فیلم‌ها و سریال‌های مختلفی در این موضوع ساخته شده است، بسیاری از فیلم‌ها با واکنش‌های مثبت و منفی روبرو شده است.
- باران: فیلم سینمایی، ساختهٔ مجید مجیدی در سال ۱۳۷۹. این فیلم داستان لطیف (حسین عابدینی) کارگر ساختمانی ایرانی است که عاشق دختری افغان به نام باران (زهرا بهرامی) می‌شود که با لباس مردانه در ساختمان کار می‌کند.
- چارخونه: مجموعه تلویزیونی طنز ساختهٔ محسن چگینی که در سال ۱۳۸۶ از شبکه ۳ ایران پخش شد و در آن شنبه با بازی (جواد رضویان) در نقش کارگر به ظاهر افغان و چهارشنبه (رضا شفیعی جم) به عنوان هم ولایتی او بازی می‌کردند.[۸۶]
- حیران: فیلمی ساخته شالیزه عارفپور در سال ۱۳۸۷ می‌باشد که داستان عاشق شدن ماهی دختری ایرانی با بازی باران کوثری و حیران پسری افغانستانی با بازی مهرداد صدیقیان می‌باشد.[۸۷]
- چند متر مکعب عشق: فیلم سینمایی، داستان عاشقی بین یک دختر مهاجر افغانستانی به نام مرونا (حسیبا ابراهیمی) و پسری ایرانی به نام صابر (ساعد سهیلی) می‌باشد که در سال ۱۳۹۲ به کارگردانی و نویسندگی جمشید محمودی ساخته شد و توانست در هفدهمین جشن سینمای ایران برنده تندیس و دیپلم افتخار بهترین فیلم، بهترین کارگردانی، بهترین فیلمنامه، بهترین بازیگر نقش اول مرد، بهترین تدوین، بهترین نقش مکمل مرد، بهترین طراحی صحنه و معرفی استعداد شود.[۸۸]
- سریال شیوع: یک سریال ۱۳ قسمتی که از شبکه یک در سال ۱۳۹۴ پخش شد و داستان حمله بیولوژیکی آمریکا از طریق یک شهروند افغانستانی به ایران را نقل می‌کرد. .[۸۹]